# Покахонтас 2: Путешествие в Новый Свет
«Покахонтас 2: Путешествие в Новый Свет» (или «Путешествие в Новый Мир», англ. Pocahontas II: Journey to a New World) — полнометражный американский мультфильм. Продолжение ленты 1995 года «Покахонтас», по мотивам биографии индейской принцессы Покахонтас. Премьера состоялась 4 августа 1998 года. Мультфильм выпущен сразу на видеокассетах и DVD без предварительного показа в кинотеатрах или по телевидению.

## Сюжет
В Лондоне Джона Смита собираются арестовать за измену в Джеймстауне, но тот оказывает сопротивление и, убегая, падает в бушующее море. Джон Рэтклифф докладывает королю Якову, что смутьян мёртв, и настаивает на немедленном выдвижении армады кораблей в Новый Свет за золотом. Последний решает дождаться своего дипломата, Джона Рольфа, который должен привезти ему из-за океана вождя индейцев, чтобы получить информацию из первых рук.
В Новом Свете до Покахонтас дошли вести о смерти её любимого, Джона Смита, из-за чего она сильно расстроена. Прибывает Джон Рольф, который навещает вождя Поухатана, но тот отказывается плыть в Англию. Покахонтас вызывается сделать это вместо него, и в попутчики ей дают телохранителя Уттаматомаккина. Несмотря на откровенно враждебное отношение к ней всей команды, она благополучно прибывает в Старый Свет, и в пути между Покахонтас и Джоном Рольфом вспыхивают чувства.
Девушке очень нравится Лондон, и она селится у Джона Рольфа и его домохозяйки, миссис Дженкинс. Сам дипломат отправляется к королю просить об отмене нападения на индейцев. Однако монарх недоволен, что вместо вождя ему привезли какую-то дикарку, а коварный Джон Рэтклифф предлагает устроить бал: если девушка цивилизована, войны не будет. В противном случае убивать дикарей — не грех. Джон Рольф в отчаянии, но Покахонтас готова в сжатые сроки обучиться манерам и этикету, а также носить неудобную местную одежду, лишь бы спасти свой народ.
На балу всё проходит гладко, но лишь до тех пор, пока не начинается обычная в то время забава — травля медведя. Покахонтас не выдерживает этого зрелища и обвиняет собравшихся в нецивилизованности и жестокости. За это оскорбление она вместе со своим телохранителем попадает в тюрьму. Весть о произошедшем распространяется по городу, и на неё очень бурно реагирует один из посетителей пивной, лицо которого скрыто капюшоном. Вскоре он появляется у дома Джона Рольфа, который не представляет, что ему теперь делать.
Джон Рольф подводит скованного человека в капюшоне к тюрьме — он привёл нового заключённого (так как им оказался Джон Смит). Едва проникнув внутрь, оба мужчины обезоруживают тюремщиков, бросаются на поиски индейцев, освобождают их и сбегают. Однако неясно, что дальше делать Покахонтас: в любом случае ей грозит смерть. Но девушка решает сама — она смывает налёт цивилизованности и в своём обычном виде пробирается к королю прямо на заседание. Покахонтас обращается к нему с просьбой не начинать войну. Там же появляется и «воскресший» Джон Смит, показывая, что Джон Рэтклифф — лгун, что солгал и насчёт золота.
Король проникается речами ворвавшихся, но армада уже готова к отплытию, и ею командует лично Джон Рэтклифф. Друзья в последнюю секунду останавливают отплытие флота, и в результате Джон Рэтклифф арестован. Джон Смит заново признаётся Покахонтас в любви — он готов плыть с ней в Америку, но девушка его больше не любит. Печальная, она уплывает одна, но её сердце переполняется радостью, когда она обнаруживает, что на корабль к ней пробрался Джон Рольф, который станет её спутником не только в путешествии, но и по жизни.

## Роли озвучивали
Всех персонажей из первой части во второй озвучили те же актёры, за исключением Джона Смита: в мультфильме 1995 года свой голос ему дал Мел Гибсон, здесь же — его младший брат, Донал.
- Ирен Бедард — Покахонтас, индейская принцесса и главная героиня фильма
- Джим Каммингс — король Англии Яков I
- Донал Гибсон[англ.] — Джон Смит, английский капитан
- Финола Хьюз — королева Англии Анна
- Линда Хант — Бабушка Ива, дерево, духовная наставница Покахонтас
- Рассел Минс — Поухатан, вождь племени индейцев и отец Покахонтас
- Дэвид Огден Стайерс — Джон Ретклифф, советник короля и главный антагонист фильма
- Джин Стэплтон — миссис Дженкинс, домохозяйка Джона Рольфа
- Билли Зейн — Джон Рольф, английский дипломат, новый возлюбленный Покахонтас

### В эпизодах
- Джефф Беннетт
- Брэд Гарретт — Уттаматомаккин (Ути), телохранитель Покахонтас
- Кэт Сьюси
- Билл Фармер
- Эйприл Уинчелл
- Филипп Проктор
- Дженнифер Дарлинг
- Джонатан Джосс

### Не указанные в титрах
- Джон Кассир — Мико, енот, помощник и друг Покахонтас
- Дэнни Манн[англ.] — Перси, собака советника короля Джона Рэтклиффа
- Фрэнк Уэлкер — Флит, птица-колибри, друг Покахонтас

## Критика
На агрегаторе рецензий Rotten Tomatoes рейтинг одобрения составляет 29% на основе 7 обзоров и средним рейтингом 5,2 из 10. Джо Лейдон из Variety назвал его «слишком пресным и шаблонным для взрослых», но сказал, что детям он, скорее всего, понравится. Майкл Сотер из Entertainment Weekly поставил оценку его на «C+» и назвал «стандартным, но приятным выбором для дошкольного набора».